# 가야파

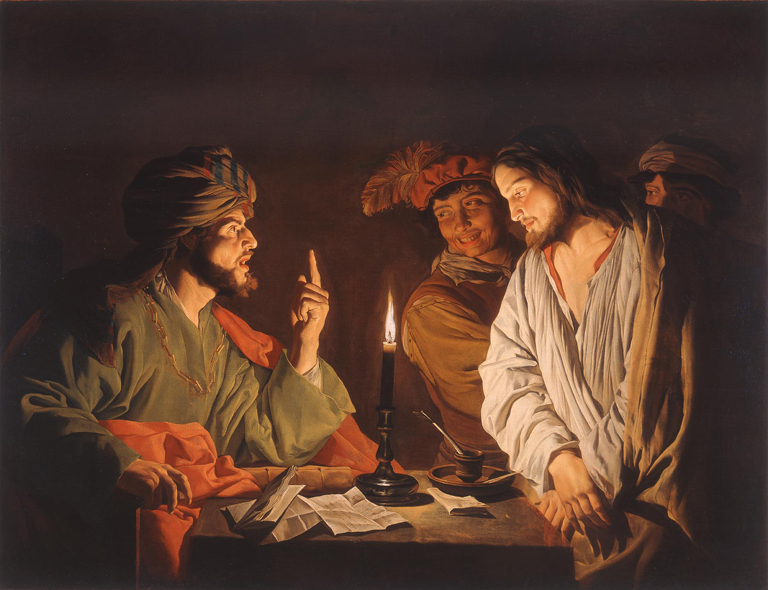
《그리스도 앞의 가야파_{Christ Before Caiaphas}》, 마티아스 스톰 그림.

요셉 벤 가야파(공동번역), 가야바(개역개정), 카야파(가톨릭) (히브리어: יוֹסֵף בַּר קַיָּפָא; 고대 그리스어: Καϊάφας, 14 BC ~ 46 AD)는 유대인의 대제사장으로, 복음서에 의하면 예수를 죽이기 위한 모의를 구성한 사람이다. 예수의 산헤드린 재판으로 유명하다. 가야파의 생애에 대한 일차 사료는 신약성경과 요세푸스의 기록이다. 예수와 관한 내용 외에는 그의 대제사장직에 대해 알려져있는 것이 거의 없다.

## 역사적 증언

### 요세푸스
1세기 유대인 역사학자 요세푸스는 가야파에 대한 성경 외적으로 가장 신빙성있는 사료로 여겨진다. 그의 저작은 다른 대제사장들과 더불어 가야파가 대제사장으로 있던 기간에 대해 서술하고 있고, 대제사장이 맡은 업무에 대해서도 통일성있게 서술하고 있다. 요세푸스는 유대 고대사 18장 33-35쪽에서 가야파가 혼란스러운 시기에 대제사장이 되었다고 서술하고 있다. 그는 또한 유대 고대사 18장 95-97쪽에서 루키우스 비텔리우스가 가야파의 장인인 안나스를 해임하였다고 기록하고 있다. 요세푸스는 더 오래된 사료에 기반하여, 대제사장을 맡았던 사람들을 연대순으로 기록하고 있다.
요세푸스에 의하면 가야파는 서기 18년에 폰티우스 필라투스의 전임자로서 로마 총독을 맡았던 발레리우스 그라투스에 의해 대제사장으로 임명되었다.
가야파는 세스의 아들 안나스(아나누스라고도 불림)의 사위이다. 안나스가 해임된 후, 사위와 아들 총 5명이 그 이후의 대제사장직을 맡았다. 이들의 목록은 다음과 같다.
- 세스의 아들 아나누스 (기원후 6–15)

- 아나누스의 아들 엘르아잘 (16–17)
- 가야파, 정확히는 가야파의 아들 요셉 (18–36). 안나스의 딸과 결혼함 (요한복음 18:13).
- 아나누스의 아들 요나단 (36–37, 44)
- 데오필루스 벤 아나누스 (37–41)
- 마티아스 벤 아나누스 (43)
- 아나누스 벤 아나누스 (63)

### 가야파와 미리암 납골당

#### 가야파의 유골함

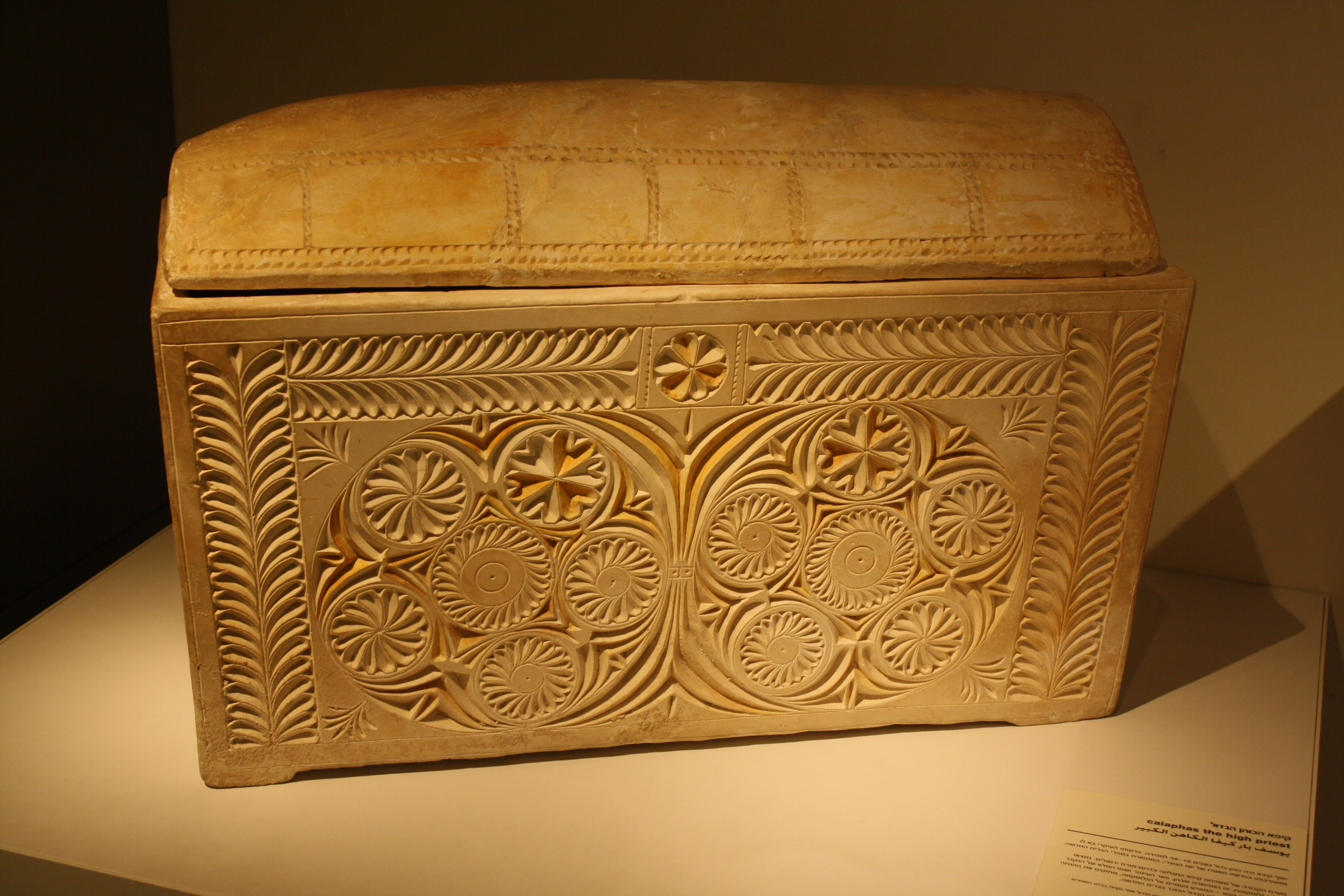
가야파의 유골함

1990년 11월, 예루살렘 부근 아부 톨의 한 숲에서 길을 내던 작업자들은, 실제 사람의 유해를 담고있는 화려하게 조각된 석회석 유골함을 발견했다. 옆면에는 아람어로 "가야파의 아들 요셉"이라고 비문이 새겨져 있는데, 따라서 이 유해는 가야파의 것으로 여겨진다. 그러나 이 유골함이 발견되었을 때 부터, 비문의 철자나 가야파의 대제사장직에대한 기록, (비록 유골함은 화려하지만) 무덤이 매우 평범하다는 점 등 여러 가지 이유로 여러 학자들의 도전을 받고있다.

#### 미리암 유골함
2011년 6월 바르일란(Bar-Ilan) 대학과 텔아비브 대학의 고고학자들은 엘라(Elah) 계곡의 무덤에서 도굴당한 유골함을 복원했다고 발표했다. 이스라엘 문화재 관리국은 이 유골함이 진품이며, 본래의 위치에서(in situ) 연구하지 못하는 현실에 아쉬움을 밝혔다. 이 유골함에는 "벳 임리(Beth Imri) 출신으로 마아시야(Ma'aziah)의 제사장인 가야파의 아들 여호수아의 딸 미리암"이라는 글이 새겨져있다. 이에 기반하여, 가야파는 다윗왕이 세운 시설인 마아시야에서 성직자 과정을 수료했음을 유추할 수 있다.

### 신약성경

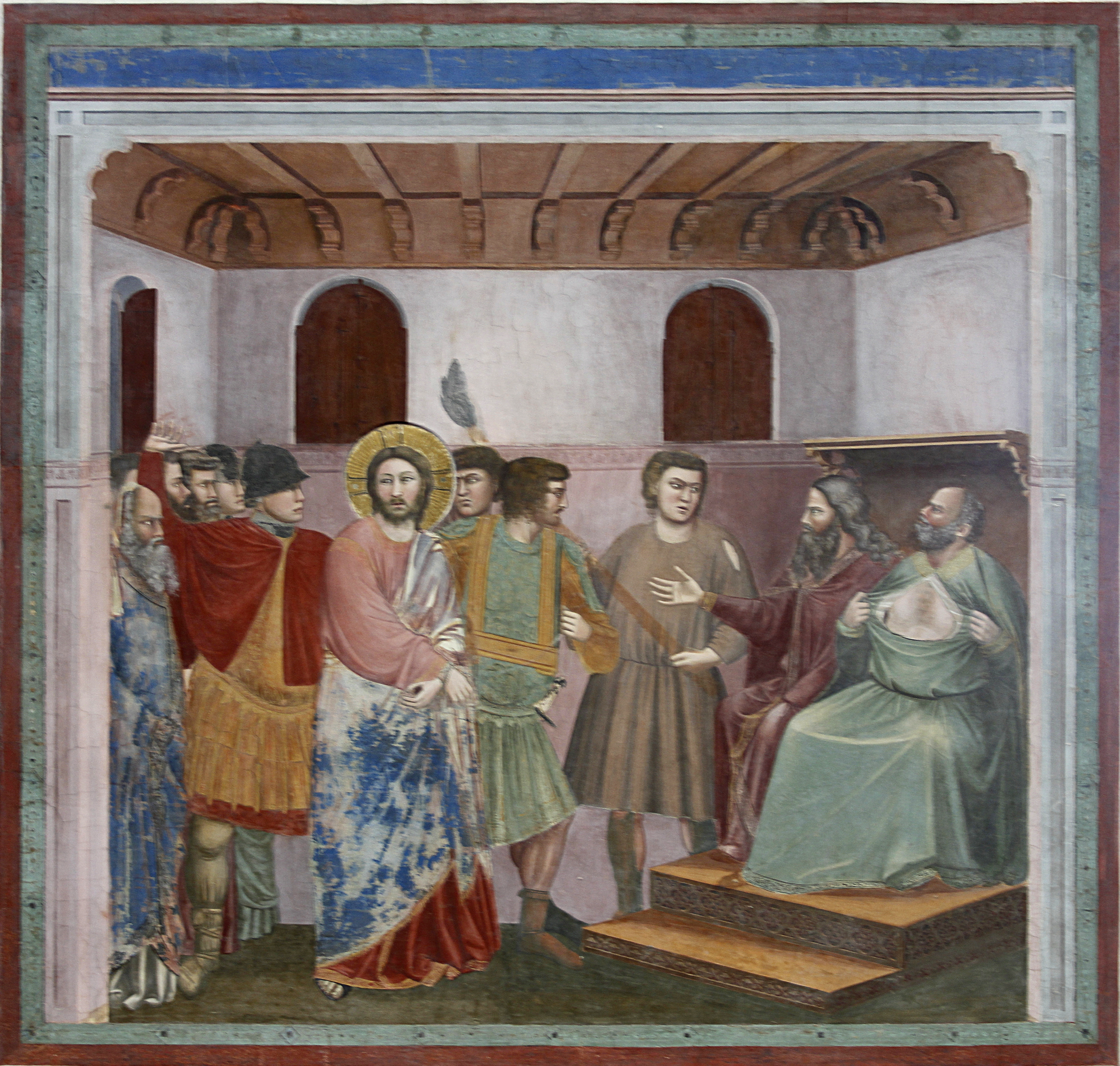
예수의 신성모독에 옷을 찢으며 슬퍼하는 그리스도 앞의 가야파. 조토 디 본도네 그림, 파도바의 스크로베니 경당 소장.

#### 요한복음: 로마인들과의 관계
가야파의 장인 안나스는 서기 6년부터 15년까지 대제사장직을 맡았고, 이후에도 유대의 정무에서 계속 중요한 정무를 맡았다. 안나스와 가야파는 주로 유대지역의 부유한 유대인 엘리트들로 이루어진 사두개파 사람들과 뜻을 같이 한 것으로 여겨진다. 가야파의 비교적 긴 18년간의 집권은 그가 로마 당국과 좋은 관계를 유지했다는 것을 암시한다.
요한복음 11장에서 대제사장 가야파는 나사로의 부활에 대응하여 산헤드린 의회를 소집한다. 클로드 요셉 드루(Claude-Joseph Drioux)는 누가복음에 이와 연관된 구절이 있다고 주장한다. 누가복음 16장 28-30절에는 죽어서 지옥에 간 부자가 거지 나사로를 자기의 아버지와 다섯 형제에게 보내 증언하게 해달라는 구절이 나온다. 드루는 이 비유가 가야파의 장인과 그의 다섯 처남을 직접 공격한 것으로 보고, 가야파가 예수를 두고 모의한것과 연관되어있다고 주장한다.
가야파는 다른 대제사장들과 바리새인을 모으고, 예수의 영향력이 퍼지지 못하게 무엇을 해야할지 의논한다. 그들은 예수를 "이대로 두면 모든 사람이 그를 믿을 것이요 그리고 로마인들이 와서 우리 땅과 민족을 빼앗아 가리라"고 걱정한다.
요한복음 18장에서 예수는 근처에 있던 안나스의 거처로 잡혀간다. 안나스는 예수에게 그의 제자들과 교훈에 대해 물어본 뒤 가야파에게 보낸다. 가야파는 "한 사람(예수)"이 백성을 위하여 죽는 것이 유익하다고 주장하던 사람인데, 이는 랍비의 가르침을 인용하여 한 말이다(Gen. R. 94:9).
이후에 예수는 로마의 유대 총독이었던 폰티우스 필라투스로 보내진다. 필라투스는 예수를 제사장들이 알아서 재판하라고 말하는데, 제사장들은 자기들이 사람을 죽일 권한이 없다고 말한다. 필라투스는 예수에게 여러 질문을 던진 후, "그에게서 아무 죄도 찾지 못하였"다고 말한다. 필라투스는 그 후 유월절 관례에 따라 다른 죄인을 놓아주기를 원하느냐고 묻는데, 제사장들은 바라바를 예수 대신 놓아주기를 바란다고 말한다.

#### 마태복음: 예수의 재판
마태복음 26장 56-67절에서 가야파와 다른 산헤드린 의원들이 함께 예수를 심문하는 모습이 등장한다. 그들은 예수를 칠 거짓 증거를 찾는데, 아무것도 얻지 못한다. 예수는 가야파가 예수 자신이 그리스도인지 말하라고 요구하기 전까지 아무말도 하지 않는다. 이 질문에 예수는 "네가 말하였느니라 그러나 내가 너희에게 이르노니 이 후에 인자가 권능의 우편에 앉아 있는 것과 하늘 구름을 타고 오는 것을 너희가 보리라"고 답한다 (이 답변은 마가복음 14장 62절에도 등장한다). 이에 가야파와 다른 사람들은 그에게 신성모독의 죄목을 씌우며 사형을 청구한다.

#### 정치적 함의
가야파는 안나스의 사위로 신약시대의 어떤 대제사장보다도 오래 그 직분을 맡는다. 이 시대의 유대 지도자들에게는 로마의 지배와 로마를 이스라엘로부터 쫓아내려는 열심당 운동에 대한 심각한 걱정이 있었다. 로마인들은 할라카를 어기면서까지 사형을 집행하지는 않았고, 따라서 신성모독의 죄목은 필라투스에게 문제가 되지는 않았다. 그러므로 가야파는 예수가 단순히 신성 모독을 저지른 것이 아니라, 스스로 메시아라고 선언함으로써 다윗의 왕국을 다시 세우고자 하였다는 것을 쟁점으로 가져갔다. 이는 내란 행위로 여겨졌고, 결국 로마의 즉결 처형으로 이어졌다.

#### 사도행전: 베드로와 요한이 조용히 있을 것을 거부함
이후에 사도행전 4장에서는, 베드로와 사도 요한이 장애인을 고친 후에 안나스와 가야파 앞으로 끌려가게 된다. 가야파와 안나스는 이 사도들에게 무슨 권한으로 이러한 기적을 행했느냐고 묻는데, 베드로는 성령으로 가득차 나사렛 예수가 이 힘의 원천이라고 말한다. 가야파와 다른 사제들은 그들이 교육받지 못한 사람인데도 불구하고 구원자로 부르는 사람에 대해 굉장히 담대히 웅변한 것에 대해 놀란다. 가야파는 우선 이 사도들을 보내주는데, 제사장들은 이 기적을 부정하기에는 소문이 이미 너무 많은 사람들에게 펴졌으니 대신 사도들을 다시 불러 예수의 이름으로 말하거나 가르치지 말라고 경고하자는 데에 합의를 가진다. 그러나 베드로와 요한에게 이 명령을 전달했을 때 둘은 거부하며, "우리가 하느님의 말씀보다 당신들의 말을 듣는 것이 하느님 보시기에 옳은 일이겠는지 한번 판단해 보시오. 우리는 보고 들은 것을 말하지 않을 수가 없습니다."라고 대답한다.

### 다른 사료들

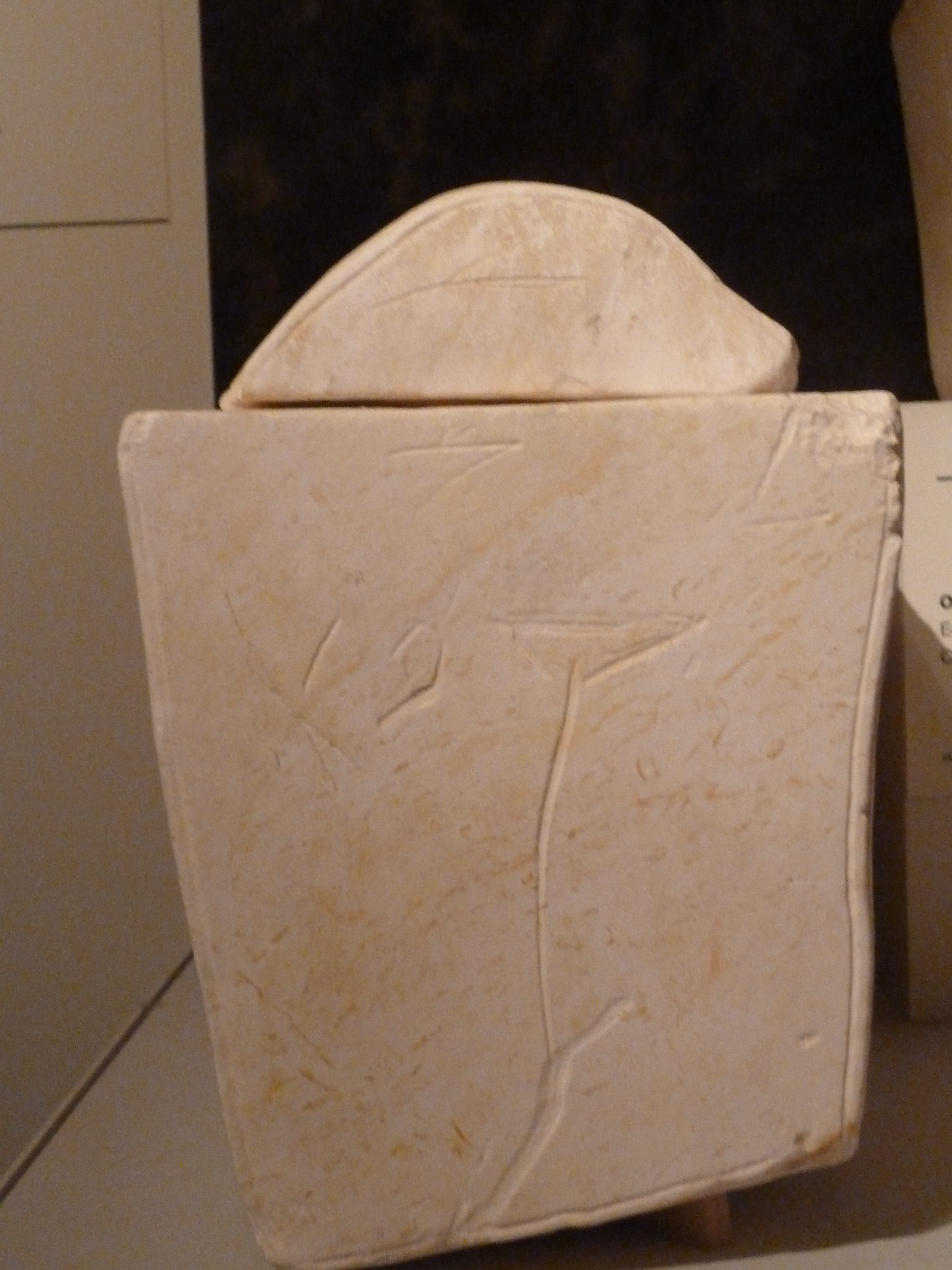
1990년에 발견된 가야파의 유골함. 이스라엘 박물관 소장.

헬렌 캐서린 본드(Helen Catharine Bond)에 의하면, 랍비 문헌에 가야파에 대한 이야기가 일부 전해져오고있다고 한다.

## 어원
가야파라는 이름의 어원은 다음의 세 가지 중 하나일 가능성이 있다.
- "잘생긴"의 아람어
- "바위"나 "구멍이 난 바위"(Kefa)를 뜻하는 아람어
- "골짜기"나 "움푹한 땅"을 의미하는 아카드어

## 문학과 예술

### 문학
단테의 신곡 중 지옥편에서 가야파는 위선자들이 갇히는 여덟번째 원의 여섯번째 구역에 있는 것으로 등장한다. 그의 처벌은 영원한 십자가형을 받는 것인데, 위선자의 길을 걷는 사람들은 그를 영원히 밟고 지나간다.
윌리엄 블레이크의 소설에서 가야파는 배신자나 바리새인의 대명사로 등장한다.
미하일 불가코프의 소설 거장과 마르가리타에서 가야파는 폰티우스 필라투스가 예수 그리스도에게 사형선고를 내리도록 종용하는 역할로 등장한다.

### 예술

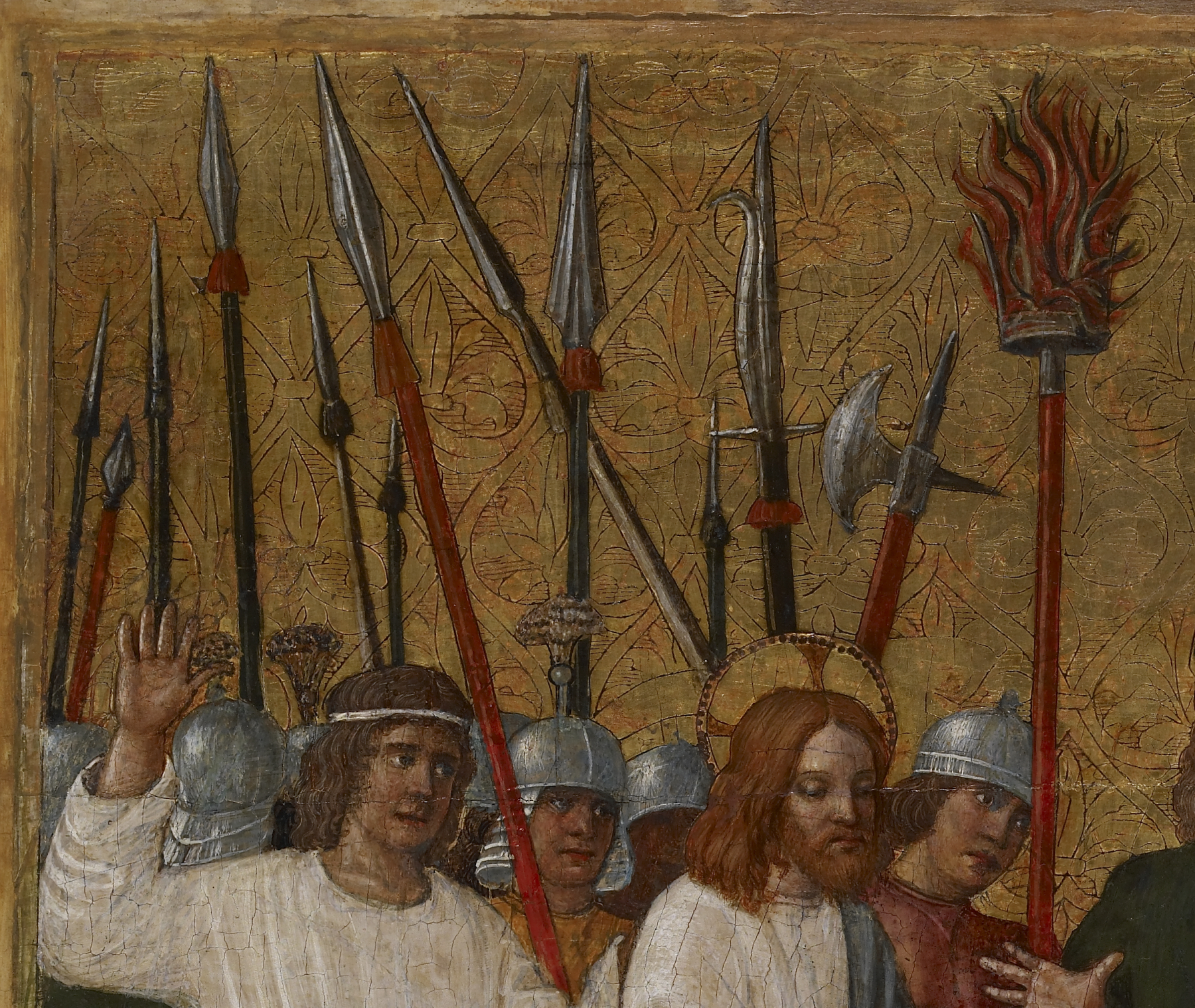
가야파 앞의 예수, 안토니오 델라 코르나. 월터 미술관.